# Melodie und Rhythmus (Film)
Melodie und Rhythmus ist ein deutscher Musikfilm von John Olden aus dem Jahr 1959.

## Handlung
Tommy Alberti spielt Geige im Orchester seines Vaters Raoul. Er findet die Musik seicht und stört immer wieder die Aufführungen und Proben, bis er schließlich geht. Er will Rock-’n’-Roll-Sänger werden, mietet sich bei der alten Erna Hummel ein und sucht sich ein Engagement in der Bar, wo er zur Gitarre singt. Bald schon hat er Probleme mit einem Bargast, der die junge Maxi Moll belästigt und sich über die moderne Musik Tommys beschwert. Tommy wird nach einer kurzen Prügelei entlassen. Maxi wiederum weiß nicht, wo sie die Nacht verbringen soll, weil die vergessliche junge Frau mal wieder den Schlüssel zu ihrer Wohnung vergessen hatte und daher von ihrem Chef, dem Friseur Orlando, rausgeschmissen wurde. Tommy nimmt sie mit in seine Wohnung, doch kommt es am nächsten Morgen zum Streit. Maxi sieht auf Tommy Tisch das Foto der attraktiven Linda Bauer. Die Juwelierin wird sowohl von Tommy als auch von Raoul umgarnt. Als sich Maxi spöttisch über das Alter Lindas auslässt, reagiert Tommy wütend und wirft sie raus. Maxi jedoch vergisst den Koffer bei ihm und holt ihn sich, als Tommy prompt Besuch von Linda hat. Maxi macht einige doppeldeutige Anmerkungen und geht. Kurze Zeit später sucht sie Linda im Juwelierladen auf und entschuldigt sich bei ihr. Als sie geht, fällt ein Goldkettchen auf den Boden und Lindas Hund schleppt es fort. Linda jedoch glaubt, Maxi habe sie bestohlen.
Tommy hat endlich Glück, da er ein Engagement in Berlin erhält. Zusammen mit seiner Band, die früher wie er bei Raoul im Orchester gespielt hat, reist er von Hamburg nach Berlin. Die Bandmitglieder haben zudem im Kofferraum Maxi versteckt, die sie als Köchin mitnehmen wollten. Kurz vor der Abfahrt sucht Tommy noch einmal Linda auf, die ihm von Maxis Diebstahl berichtet. In Berlin bezieht die Band eine Künstlerpension, in der Maxi als Zimmermädchen angestellt wird. Tommy trifft sie hier wieder, als sie gerade einem Gast mit einem Hundertmarkschein eine Zigarre kaufen soll. Tommy glaubt, sie erneut beim Stehlen erwischt zu haben, und hält ihr später vor, eine Diebin, Lügnerin und ein Feigling zu sein. Maxi ist tief enttäuscht und will zunächst beweisen, dass sie nicht feige ist: Sie lässt sich von dem Gast, der als Messerwerfer arbeitet, als lebende Zielscheibe in einer Show benutzen. Tommy hat unterdessen von Linda einen Brief erhalten, in dem sie ihm das inzwischen gefundene Goldkettchen mitschickt. Nach der Messerwerfeinlage treten Tommy und seine Band auf und ihre Show wird ein großer Erfolg. Nach der Show sucht Tommy Maxi auf und entschuldigt sich bei ihr. Beide versöhnen sich und Tommy schenkt ihr die Goldkette.
Tommys Auftritt war so erfolgreich, dass Agent Wanowsky ihn und die Band für eine Welttournee bucht. Tommy macht Maxi jedoch klar, dass sie sie nicht auf die Tournee begleiten kann. Maxi wendet sich enttäuscht von Tommy ab, glaubt sie doch, dass er sie die ganze Zeit sowieso nur loswerden wollte. Sie gibt ihm die Goldkette zurück und Tommy verspricht, das Kettchen einst dem Mädchen zu schenken, das er wirklich liebt. Nach zahlreichen Konzerten in der ganzen Welt verkündet die Zeitung eines Tages, dass Tommy von seiner Tournee zurück nach Hamburg gekommen ist. Bei einem Konzert kommt es zur Versöhnung Tommys mit seinem Vater, als beide gemeinsam auf der Bühne stehen. Tommy kündigt zudem an, einen Titel singen zu wollen, mit dem er eine Person um Verzeihung bittet. Während des Titels Wunderbar wie du sucht er die im Publikum sitzende Maxi auf und schenkt ihr die Goldkette. Gemeinsam verlassen sie nach dem Konzert das Haus.

## Produktion
Die Dreharbeiten zu Melodie und Rhythmus fanden ab dem 23. Juni 1959 in den Berliner CCC-Studios statt. Der Film erlebte am 11. September 1959 in mehreren deutschen Städten seine Premiere. Im Fernsehen der DDR lief er erstmals am 18. Dezember 1989 auf DFF 1.
Dawn Addams, Waltraut Haas, Winnie Markus, Werner Peters, Helmut Schmid und Vera Tschechowa haben im Film Cameo-Auftritte als sie selbst. Sie spielen die Stargäste in Orlandos Friseursalon. Auch Hubert von Meyerinck tritt in einer Doppelrolle als Friseurgast unter Realnamen auf.
Im Film werden zahlreiche Lieder gesungen:
- Lolita – Bleib bei mir
- Lolita, Fred Kraus – Träume mit mir
- Peter Kraus – Hey du bist okay
- Peter Kraus – Wunderbar wie du
- Peter Kraus, James Brothers – Sensationell
- Peter Kraus, James Brothers – Cowboy-Billy

## Kritik
„Dürftiges Vehikel für den ersten deutschen Rocker Peter Kraus“, befand der film-dienst. „Rockt nicht, rollt nicht“, urteilte Cinema.